# Fussball Club Vaduz 2013-2014
Questa voce raccoglie le informazioni riguardanti il Fussball Club Vaduz nelle competizioni ufficiali della stagione 2013-2014.

## Stagione
Nella stagione 2013-2014 il Vaduz, allenato da Giorgio Contini, concluse il campionato di Challenge League al 1º posto. Nella Coppa del Liechtenstein il Vaduz perse la finale dall'Eschen/Mauren. In Europa League il Vaduz fu eliminato al primo turno dal Chik. Sachkhere.

## Rosa
| N. |                          | Ruolo | Calciatore      |
| -- | ------------------------ | ----- | --------------- |
| 1  | Liechtenstein (bandiera) | P     | Peter Jehle     |
| 4  | Liechtenstein (bandiera) | D     | Daniel Kaufmann |
| 5  | Rep. Ceca (bandiera)     | D     | Pavel Pergl     |
| 6  | Austria (bandiera)       | D     | Mario Sara      |
| 7  | Germania (bandiera)      | A     | Matthias Baron  |
| 8  | Italia (bandiera)        | C     | Diego Ciccone   |
| 9  | Austria (bandiera)       | A     | Manuel Sutter   |
| 11 | Liechtenstein (bandiera) | D     | Franz Burgmeier |
| 12 | Svizzera (bandiera)      | C     | Ramon Cecchini  |
| 13 | Svizzera (bandiera)      | C     | Pascal Schürpf  |
| 14 | Italia (bandiera)        | C     | Andrea Maccoppi |

| N. |                           | Ruolo | Calciatore             |
| -- | ------------------------- | ----- | ---------------------- |
| 15 | Svizzera (bandiera)       | A     | Nico Abegglen          |
| 16 | Corea del Nord (bandiera) | A     | Kwang-Ryong Pak        |
| 17 | Svizzera (bandiera)       | D     | Joel Untersee          |
| 19 | Svizzera (bandiera)       | D     | Nick von Niederhäusern |
| 20 | Liechtenstein (bandiera)  | C     | Nicolas Hasler         |
| 21 | Svizzera (bandiera)       | D     | Vladan Milosevic       |
| 23 | Germania (bandiera)       | C     | Markus Neumayr         |
| 26 | Svizzera (bandiera)       | C     | Simone Grippo          |
| 27 | Svizzera (bandiera)       | C     | Philipp Muntwiler      |
| 35 | Svizzera (bandiera)       | P     | Oliver Klaus           |
|    | Liechtenstein (bandiera)  | P     | Claudio Majer          |

## Organigramma societario
Area tecnica
- Allenatore: Giorgio Contini
- Allenatore in seconda: Daniel Hasler
- Preparatore dei portieri: Sebastian Selke
- Preparatori atletici: Harry Körner

## Calciomercato

### Sessione estiva
| Acquisti | Acquisti               | Acquisti       | Acquisti |
| R.       | Nome                   | da             | Modalità |
| -------- | ---------------------- | -------------- | -------- |
| C        | Philipp Muntwiler      | Lucerna        |          |
| A        | Haris Handžić          | Rudar Prijedor |          |
| P        | Peter Jehle            | Lucerna        |          |
| C        | Markus Neumayr         | Bellinzona     |          |
| A        | Kwang-Ryong Pak        | Bellinzona     |          |
| D        | Pavel Pergl            | Bellinzona     |          |
| C        | Pascal Schürpf         | Bellinzona     |          |
| A        | Manuel Sutter          | San Gallo      |          |
| D        | Nick von Niederhäusern | Winterthur     |          |

| Cessioni | Cessioni            | Cessioni        | Cessioni |
| R.       | Nome                | a               | Modalità |
| -------- | ------------------- | --------------- | -------- |
| A        | Kwang-Ryong Pak     | Basilea         |          |
| D        | Heinz Barmettler    | Real Valladolid |          |
| D        | Dušan Cvetinović    | Haugesund       |          |
| A        | Philippe Erne       | Balzers         |          |
| A        | David Hasler        | Eschen/Mauren   |          |
| C        | Mariano Hassell     | Locarno         |          |
| D        | Yves Oehri          | YF Juventus     |          |
| A        | Mariano Trípodi     | Caxias          |          |
| D        | Aleksandar Zarković | Basilea II      |          |

### Sessione invernale
| Acquisti | Acquisti      | Acquisti     | Acquisti |
| R.       | Nome          | da           | Modalità |
| -------- | ------------- | ------------ | -------- |
| D        | Joel Untersee | Juventus U19 |          |

| Cessioni | Cessioni       | Cessioni         | Cessioni |
| R.       | Nome           | a                | Modalità |
| -------- | -------------- | ---------------- | -------- |
| C        | Amin Tighazoui | Winterthur       |          |
| A        | Haris Handžić  | Borac Banja Luka |          |
| D        | Nicolas Gétaz  | Le Mont          |          |
| C        | David Harrer   | Kapfenberger     |          |

## Risultati

### Challenge League

#### Prima fase, girone di andata
| Arbitro: | Fähndrich |

|                             |           |               |
| Hasler 19’, 84’ Schürpf 45’ | Marcatori | 33’ Quaresima |

| Arbitro: | Huwiler |

|  |           |           |
|  | Marcatori | 81’ Pergl |

| Arbitro: | Gut |

|            |           |             |
| Sutter 15’ | Marcatori | 38’ Rossini |

| Arbitro: | Fähndrich |

|                      |           |         |
| Jahović 5’ Bozic 76’ | Marcatori | 33’ Pak |

| Arbitro: | Schärer |

|                                               |           |  |
| Tighazoui 22’ Sutter 38’ Pak 41’ Cecchini 54’ | Marcatori |  |

| Arbitro: | Erlachner |

|           |           |             |
| Buess 38’ | Marcatori | 75’ Schürpf |

| Arbitro: | Fähndrich |

|                                                      |           |            |
| Maccoppi 24’ Ciccone 43’ Sara 69’ (rig.) Schürpf 87’ | Marcatori | 85’ Muscia |

| Arbitro: | Huwiler |

|  |           |                                   |
|  | Marcatori | 9’ Neumayr 48’ Sutter 76’ Schürpf |

| Arbitro: | Amhof |

|                     |           |            |
| Neumayr 8’ Sara 88’ | Marcatori | 33’ Sadiku |

#### Prima fase, girone di ritorno
| Arbitro: | Jancevski |

|              |           |                                       |
| Mesonero 64’ | Marcatori | 8’ Neumayr 20’ Cecchini 90’ Muntwiler |

| Arbitro: | Schnyder |

|  |           |           |
|  | Marcatori | 4’ Sutter |

| Vaduz 20 ottobre 2013, ore 16:00 CEST 12ª giornata | Vaduz | 0 – 0 referto | Servette | Rheinpark (2 115 spett.)\| Arbitro: \| Amhof \| |
| Arbitro:                                           | Amhof |               |          |                                                 |

| Arbitro: | Bieri |

|                                                   |           |              |
| Sutter 39’, 49’ von Niederhäusern 82’ Ciccone 87’ | Marcatori | 35’ Siegrist |

| Arbitro: | Gut |

|                 |           |             |
| Sara 89’ (aut.) | Marcatori | 15’ Neumayr |

| Arbitro: | Jancevski |

|                                     |           |                |
| Sutter 62’ Cecchini 84’ Schürpf 88’ | Marcatori | 77’ Holenstein |

| Lugano 1º dicembre 2013, ore 16:00 CET 16ª giornata | Lugano | 0 – 0 referto | Vaduz | Stadio di Cornaredo (1 748 spett.)\| Arbitro: \| Dosari \| |
| Arbitro:                                            | Dosari |               |       |                                                            |

| Arbitro: | Gut |

|           |           |            |
| Paiva 19’ | Marcatori | 66’ Hasler |

| Arbitro: | Fähndrich |

|                                             |           |  |
| Kaufmann 21’ Neumayr 35’ (rig.) Schürpf 44’ | Marcatori |  |

#### Seconda fase, girone di andata
| Arbitro: | Klossner |

|                         |           |  |
| Schürpf 7’ Cecchini 38’ | Marcatori |  |

| Arbitro: | Gut |

|                  |           |          |
| Paiva 75’ (rig.) | Marcatori | 63’ Sara |

| Arbitro: | Schnyder |

|                    |           |                                             |
| Roux 9’ Tréand 57’ | Marcatori | 29’ Schürpf 45’ Cecchini 65’ (rig.) Neumayr |

| Arbitro: | Fähndrich |

|               |           |  |
| Burgmeier 84’ | Marcatori |  |

| Arbitro: | Hänni |

|  |           |                        |
|  | Marcatori | 35’ Schürpf 73’ Sutter |

| Arbitro: | Amhof |

|                                                |           |                                      |
| Pak 4’, 86’ Neumayr 5’, 45’ (rig.) Schürpf 72’ | Marcatori | 39’ Regazzoni 52’ (rig.) Facchinetti |

| Arbitro: | Fähndrich |

|                                       |           |            |
| Krasniqi 75’ Bengondo 81’ Aratore 89’ | Marcatori | 50’ Hasler |

| Arbitro: | Gut |

|                     |           |                       |
| Pak 32’ Neumayr 43’ | Marcatori | 25’ Audino 36’ Muslin |

| Arbitro: | Graf |

|                                   |           |            |
| Neumayr 27’ Muntwiler 55’ Pak 88’ | Marcatori | 90’ Karlen |

#### Seconda fase, girone di ritorno
| Arbitro: | Jancevski |

|  |           |                               |
|  | Marcatori | 29’ (aut.) Felitti 77’ Sutter |

| Arbitro: | Superczynski |

|                            |           |                                 |
| Pak 12’, 23’ Burgmeier 42’ | Marcatori | 54’ Aratore 81’ (rig.) Bengondo |

| Arbitro: | Huwiler |

|           |           |         |
| Buess 86’ | Marcatori | 21’ Pak |

| Arbitro: | Jancevski |

|                    |           |  |
| Pak 54’ Sutter 90’ | Marcatori |  |

| Arbitro: | Schnyder |

|                         |           |  |
| Sutter 38’, 52’ Pak 57’ | Marcatori |  |

| Arbitro: | Gut |

|                          |           |              |
| Siegrist 11’ Morello 59’ | Marcatori | 27’ Abegglen |

| Arbitro: | Jaccottet |

|                 |           |  |
| Audino 44’, 87’ | Marcatori |  |

| Arbitro: | Huwiler |

|             |           |             |
| Neumayr 85’ | Marcatori | 23’ Rossini |

| Arbitro: | Gut |

|                                   |           |                         |
| Urbano 37’ Borghese 90’ Bašić 90’ | Marcatori | 28’ Hasler 73’ Maccoppi |

### Coppa del Liechtenstein
| 30 ottobre 2013, ore 20:00 CET Quarti di finale | Schaan | 0 – 6 | Vaduz |  |

| 9 aprile 2014, ore 19:30 CEST Semifinale | Ruggell | 0 – 8 | Vaduz |  |

| 1º maggio 2014, ore 17:00 CEST Finale | Vaduz | 6 – 0 | Eschen/Mauren |  |

### Europa League
| Tbilisi 4 luglio 2013, ore 16:00 CEST Primo turno - andata | Chik. Sachkhere | 0 – 0 referto | Vaduz | Mikheil Meshki (1 238 spett.)\| Arbitro: \| Gauzer \| |
| Arbitro:                                                   | Gauzer          |               |       |                                                       |

| Arbitro: | Jorgji |

|            |           |            |
| Sutter 29’ | Marcatori | 2’ Jigauri |

## Statistiche

### Statistiche di squadra
| Competizione            | Punti | In casa | In casa | In casa | In casa | In casa | In casa | In trasferta | In trasferta | In trasferta | In trasferta | In trasferta | In trasferta | Totale | Totale | Totale | Totale | Totale | Totale | DR  |
| Competizione            | Punti | G       | V       | N       | P       | Gf      | Gs      | G            | V            | N            | P            | Gf           | Gs           | G      | V      | N      | P      | Gf     | Gs     | DR  |
| ----------------------- | ----- | ------- | ------- | ------- | ------- | ------- | ------- | ------------ | ------------ | ------------ | ------------ | ------------ | ------------ | ------ | ------ | ------ | ------ | ------ | ------ | --- |
| Challenge League        | 73    | 18      | 14      | 4       | 0       | 46      | 14      | 18           | 7            | 6            | 5            | 25           | 20           | 36     | 21     | 10     | 5      | 71     | 34     | +37 |
| Coppa UEFA              | -     | 1       | 0       | 1       | 0       | 1       | 1       | 1            | 0            | 1            | 0            | 0            | 0            | 2      | 0      | 2      | 0      | 1      | 1      | 0   |
| Coppa del Liechtenstein | -     | 0       | 0       | 0       | 0       | 0       | 0       | 2            | 2            | 0            | 0            | 14           | 0            | 2      | 2      | 0      | 0      | 14     | 0      | +14 |
| Totale                  | 73    | 19      | 14      | 5       | 0       | 47      | 15      | 21           | 9            | 7            | 5            | 39           | 20           | 40     | 23     | 12     | 5      | 86     | 35     | +51 |

### Andamento in campionato
| Giornata  | 1 | 2 | 3 | 4 | 5 | 6 | 7 | 8 | 9 | 10 | 11 | 12 | 13 | 14 | 15 | 16 | 17 | 18 | 19 | 20 | 21 | 22 | 23 | 24 | 25 | 26 | 27 | 28 | 29 | 30 | 31 | 32 | 33 | 34 | 35 | 36 |
| --------- | - | - | - | - | - | - | - | - | - | -- | -- | -- | -- | -- | -- | -- | -- | -- | -- | -- | -- | -- | -- | -- | -- | -- | -- | -- | -- | -- | -- | -- | -- | -- | -- | -- |
| Luogo     | C | T | C | T | C | T | C | T | C | T  | T  | C  | C  | T  | C  | T  | T  | C  | C  | T  | T  | C  | T  | C  | T  | C  | C  | T  | C  | T  | C  | C  | T  | T  | C  | T  |
| Risultato | V | V | N | P | V | N | V | V | V | V  | V  | N  | V  | N  | V  | N  | N  | V  | V  | N  | V  | V  | V  | V  | P  | N  | V  | V  | V  | N  | V  | V  | P  | P  | N  | P  |
| Posizione | 1 | 2 | 2 | 3 | 2 | 3 | 2 | 1 | 1 | 1  | 1  | 1  | 1  | 1  | 1  | 1  | 1  | 1  | 1  | 1  | 1  | 1  | 1  | 1  | 1  | 1  | 1  | 1  | 1  | 1  | 1  | 1  | 1  | 1  | 1  | 1  |

Legenda:

Luogo: C = Casa; T = Trasferta. Risultato: V = Vittoria; N = Pareggio; P = Sconfitta.

### Statistiche dei giocatori
| Giocatore            | Challenge League | Challenge League | Challenge League | Challenge League | Coppa UEFA | Coppa UEFA | Coppa UEFA  | Coppa UEFA | Totale   | Totale | Totale      | Totale     |
| Giocatore            | Presenze         | Reti             | Ammonizioni      | Espulsioni       | Presenze   | Reti       | Ammonizioni | Espulsioni | Presenze | Reti   | Ammonizioni | Espulsioni |
| -------------------- | ---------------- | ---------------- | ---------------- | ---------------- | ---------- | ---------- | ----------- | ---------- | -------- | ------ | ----------- | ---------- |
| N. Abegglen          | 9                | 1                | 0                | 0                | 0          | 0          | 0           | 0          | 9        | 1      | 0           | 0          |
| M. Baron             | 4                | 0                | 0                | 0                | 2          | 0          | 0           | 0          | 6        | 0      | 0           | 0          |
| F. Burgmeier         | 32               | 2                | 5                | 0                | 2          | 0          | 0           | 0          | 34       | 2      | 5           | 0          |
| R. Cecchini          | 33               | 5                | 3                | 0                | 1          | 0          | 0           | 0          | 34       | 5      | 3           | 0          |
| D. Ciccone           | 21               | 2                | 5                | 0                | 1          | 0          | 0           | 0          | 22       | 2      | 5           | 0          |
| S. Grippo            | 11               | 0                | 0                | 0                | 0          | 0          | 0           | 0          | 11       | 0      | 0           | 0          |
| N. Gétaz             | 0                | 0                | 0                | 0                | 0          | 0          | 0           | 0          | 0        | 0      | 0           | 0          |
| H. Handžić           | 14               | 0                | 2                | 0                | 0          | 0          | 0           | 0          | 14       | 0      | 2           | 0          |
| D. Harrer            | 0                | 0                | 0                | 0                | 0          | 0          | 0           | 0          | 0        | 0      | 0           | 0          |
| N. Hasler            | 32               | 5                | 1                | 0                | 2          | 0          | 1           | 0          | 34       | 5      | 2           | 0          |
| P. Jehle             | 32               | 0                | 2                | 0                | 2          | 0          | 0           | 0          | 34       | 0      | 2           | 0          |
| D. Kaufmann          | 17               | 1                | 3                | 0                | 0          | 0          | 0           | 0          | 17       | 1      | 3           | 0          |
| O. Klaus             | 4                | 0                | 0                | 0                | 0          | 0          | 0           | 0          | 4        | 0      | 0           | 0          |
| A. Maccoppi          | 19               | 2                | 5                | 1                | 1          | 0          | 0           | 0          | 20       | 2      | 5           | 1          |
| C. Majer             | 0                | 0                | 0                | 0                | 0          | 0          | 0           | 0          | 0        | 0      | 0           | 0          |
| V. Milosevic         | 10               | 0                | 1                | 0                | 1          | 0          | 0           | 0          | 11       | 0      | 1           | 0          |
| P. Muntwiler         | 27               | 2                | 7                | 0                | 0          | 0          | 0           | 0          | 27       | 2      | 7           | 0          |
| M. Neumayr           | 33               | 11               | 6                | 0                | 2          | 0          | 0           | 0          | 35       | 11     | 6           | 0          |
| K. Pak               | 23               | 11               | 0                | 0                | 2          | 0          | 0           | 0          | 25       | 11     | 0           | 0          |
| P. Pergl             | 19               | 1                | 5                | 0                | 2          | 0          | 0           | 0          | 21       | 1      | 5           | 0          |
| M. Sara              | 35               | 3                | 6                | 0                | 2          | 0          | 1           | 0          | 37       | 3      | 7           | 0          |
| P. Schürpf           | 36               | 10               | 2                | 0                | 2          | 0          | 0           | 0          | 38       | 10     | 2           | 0          |
| M. Sutter            | 33               | 12               | 3                | 0                | 2          | 1          | 0           | 0          | 35       | 13     | 3           | 0          |
| A. Tighazoui         | 15               | 1                | 2                | 0                | 1          | 0          | 0           | 0          | 16       | 1      | 2           | 0          |
| J. Untersee          | 15               | 0                | 2                | 0                | 0          | 0          | 0           | 0          | 15       | 0      | 2           | 0          |
| N. von Niederhäusern | 29               | 1                | 5                | 0                | 2          | 0          | 0           | 0          | 31       | 1      | 5           | 0          |